# Capixaba
Capixaba est une ville brésilienne du sud-est de l'État de l'Acre. Sa population était estimée à 6 096 habitants en 2006. La municipalité s'étend sur 1 713 km2.

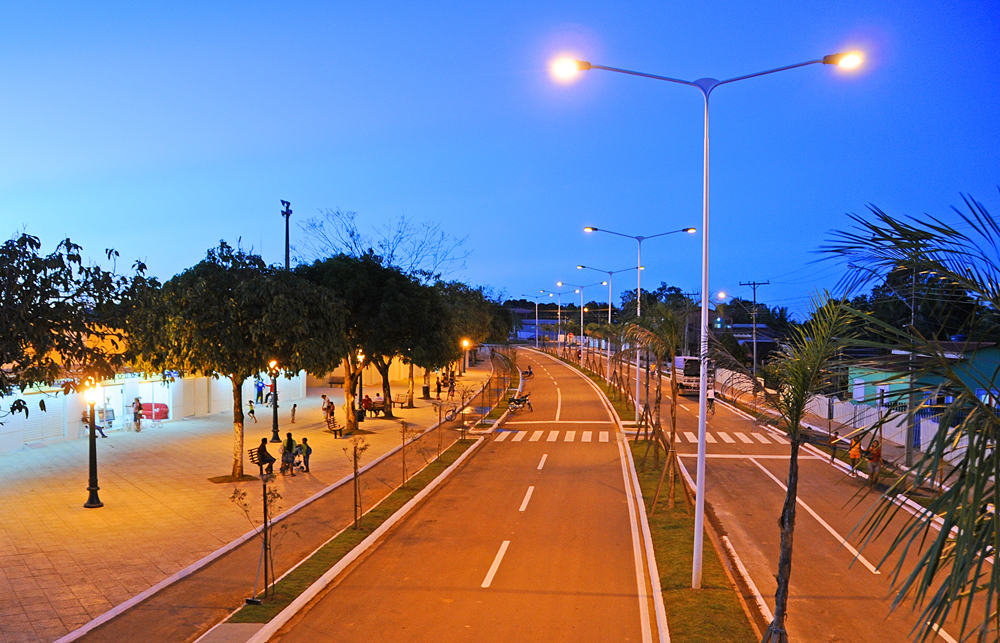
Avenue Edmundo Pinto - Capixaba

## Maires
| Période | Période | Identité         | Étiquette | Qualité |
| ------- | ------- | ---------------- | --------- | ------- |
| 2009    | 2012    | Joais dos Santos | PT        |         |